# قائمة الطرقات الوطنية التونسية
الطرقات الوطنية التونسية هي طرق هامة تمر عبر مختلف الأرضي التونسية، وهي تختلف عن الطرقات الجهوية والمحلية. استعمالهم مجاني، وهي مفتوحة لكل أنواع المركبات.

يوجد أسفله قائمة هذه الطرقات، يوجد بالكبير أسماء مراكز الولايات التي تمر عبرها.

## القائمة
| الطريق | المسار                                   |
| ------ | ---------------------------------------- |
| ط و 1  | تونس العاصمة - رأس جدير - ليبيا          |
| ط و 2  | النفيضة - الصخيرة                        |
| ط و 3  | تونس العاصمة - حزوة - الجزائر            |
| ط و 4  | الفحص - القلعة الخصبة - الجزائر          |
| ط و 5  | تونس العاصمة - ساقية سيدي يوسف - الجزائر |
| ط و 6  | مجاز الباب - غار الدماء - الجزائر        |
| ط و 7  | تونس العاصمة - طبرقة - الجزائر           |
| ط و 8  | تونس العاصمة - بنزرت                     |
| ط و 9  | تونس العاصمة - المرسى                    |
| ط و 10 | تونس العاصمة - قرطاج                     |
| ط و 11 | بنزرت - ببوش - الجزائر                   |
| ط و 12 | سوسة - السرس                             |
| ط و 13 | صفاقس - القصرين                          |
| ط و 14 | صفاقس - قفصة                             |
| ط و 15 | قابس - بوشبكة - الجزائر                  |
| ط و 16 | قابس - تمغزة - الجزائر                   |
| ط و 17 | طبرقة - تلابت                            |
| ط و 18 | دقة - منزل سالم - الجزائر                |
| ط و 19 | مدنين - الذهيبة - ليبيا                  |

## مقالات ذات صلة
- قائمة طرقات تونس
- قائمة الطرقات السيارة في تونس